# C'est pas sorcier
C'est pas sorcier est un magazine télévisuel français de vulgarisation scientifique, présenté par Jamy Gourmaud, Frédéric Courant et Sabine Quindou et créé par le réalisateur Bernard Gonner.
Il est diffusé du 19 septembre 1993 au 28 juin 2014 sur la chaîne de télévision française France 3. L'émission est ensuite rediffusée sur France 4, La Trois, TV5 Monde, France Ô, Gulli ou la chaîne payante Science & Vie TV. Les épisodes sont désormais disponibles en visionnage gratuit et légal sur la chaîne YouTube « C'est Pas Sorcier ».
Dès 2015, une plateforme et une chaîne YouTube, L'Esprit sorcier, est animée par Fred Courant en s'inspirant du concept original. À partir de 2019, l'émission C'est toujours pas sorcier, diffusée sur la plateforme de vidéo à la demande Okoo et sur France 4, en est également inspirée.
De février 2021 à juin 2022, Jamy Gourmaud présente C Jamy, une nouvelle émission de vulgarisation scientifique sur France 5.

## Description
Frédéric Courant (« Fred ») ou Sabine Quindou (« Sabine ») (entre 1999 et 2012), et plus rarement les deux, sont sur le terrain, s'entretiennent avec des spécialistes et introduisent les questions auxquelles Jamy Gourmaud répond.
Jamy présente les explications théoriques à l'aide de maquettes et d'expériences à bord d'un camion-laboratoire de la marque américaine Kenworth, le W900 conduit par « Marcel ». Une maquette du camion au 1/10e est parfois utilisée pour les besoins de l'émission.
« La petite voix » est interprétée par la comédienne Valérie Dray-Guerlain, qui distille ses commentaires sur des images de documentaires.
Depuis 1999, l'émission est présentée en alternance. De 1999 à 2004, les trois présentateurs sont sur le plateau, même s'ils ne sont que deux à présenter réellement l'émission. À partir de 2004, C'est pas sorcier fonctionne sur deux duos : Sabine Quindou et Jamy Gourmaud ou Frédéric Courant et Jamy Gourmaud. On ne retrouve les trois animateurs que pour quelques émissions comme celles sur les mystères de l'univers en 2004, le budget de l'État en 2006, la police en 2007 et 2009, l'agriculture biologique en 2008, le tour de France géologique en 2009, la Méditerranée en 2010 ainsi que le best of de 2010 et dans l'émission consacrée à nos maisons de demain en 2011.
Entre septembre 2011 et novembre 2012, une nouvelle formule de l'émission est mise à l'antenne dans le but de rajeunir l'émission et d'élargir le public cible. Dans cette nouvelle formule, Jamy ne présente plus ses expériences dans son camion-labo et les maquettes disparaissent au profit de réalisations en 2D ou 3D. Qualifiée de « C'est pas Sorcier 2.0 », cette formule est un pari risqué pour l'émission. Jamy se rend dans des lieux symboliques ayant un rapport avec le sujet traité pour présenter les explications à l'aide d'un laboratoire mobile muni d'écrans tactiles, d'infographies. Cette modernisation se veut plus mobile et plus facile pour Jamy pour interroger des spécialistes.
En novembre 2012, un ajustement de la nouvelle formule est opéré. Le camion, symbole de l'émission, fait son retour, de même que les maquettes, à l'occasion d'un sujet consacré au vertige. Le véhicule est plus grand, plus coloré et le labo mobile y est intégré.
Après avoir annoncé, le 5 décembre 2012, l'arrêt de l'émission pour le mois de juin 2013, la chaîne annonce en avril 2013 la poursuite des émissions et, au mois d'août, une nouvelle formule sans Frédéric Courant, licencié officiellement pour des raisons économiques mais également sans Sabine Quindou. L'idée s’avère être un échec pour l'émission, qui prend fin après cette dernière saison.
Les derniers inédits sont diffusés au cours du mois de décembre 2013. Les rediffusions maintiennent encore l'émission sur France 3 jusqu'au 28 juin 2014.

## Fiche technique
De 1992 à 1993, l'émission se nomme Fractales. Elle est tournée majoritairement en plateau, où Frédéric Courant et Patricia Saboureau accueillent un ou plusieurs invités pour évoquer le thème abordé. L'émission change de formule pour devenir C'est pas sorcier dans le cadre des Minikeums, également diffusé sur France 3 en même temps ; Jamy Gourmaud y présente une rubrique intitulée Le Regard, à partir du 19 septembre 1993.
En novembre 1999 arrive à la présentation Sabine Quindou, dans une émission sur les aéroports. Déjà journaliste au sein de l'émission depuis 1998, elle débute avec l'émission « Comme une lettre à la Poste ».
La production est d'abord assurée par Lazennec Bretagne, puis la société Riff International production, et par une filiale du groupe France Télévisions, Multimédia France Productions. Les rédacteurs en chef sont Bruno Bucher et Frédéric Courant, le directeur de la photo est Jean Marie Letot, le chef d'édition est Emmanuel Pernoud et la documentaliste Laurence Lebon.
Les maquettes sont réalisées par David Mahé et Jamy Gourmaud. Les accessoires par Vincent Benard.
Les journalistes et réalisateurs de reportages, au nombre de 17, préparent les sujets, trouvent les lieux de tournage et les personnes à interroger, mènent les interviews, écrivent les textes des présentateurs, réalisent le montage.

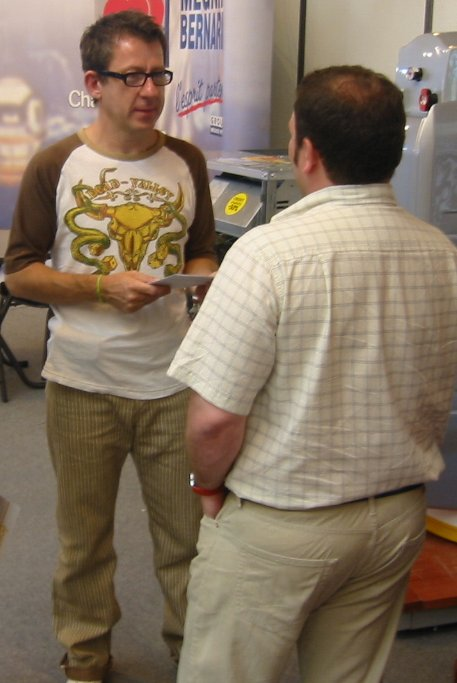
Jamy Gourmaud en 2006.
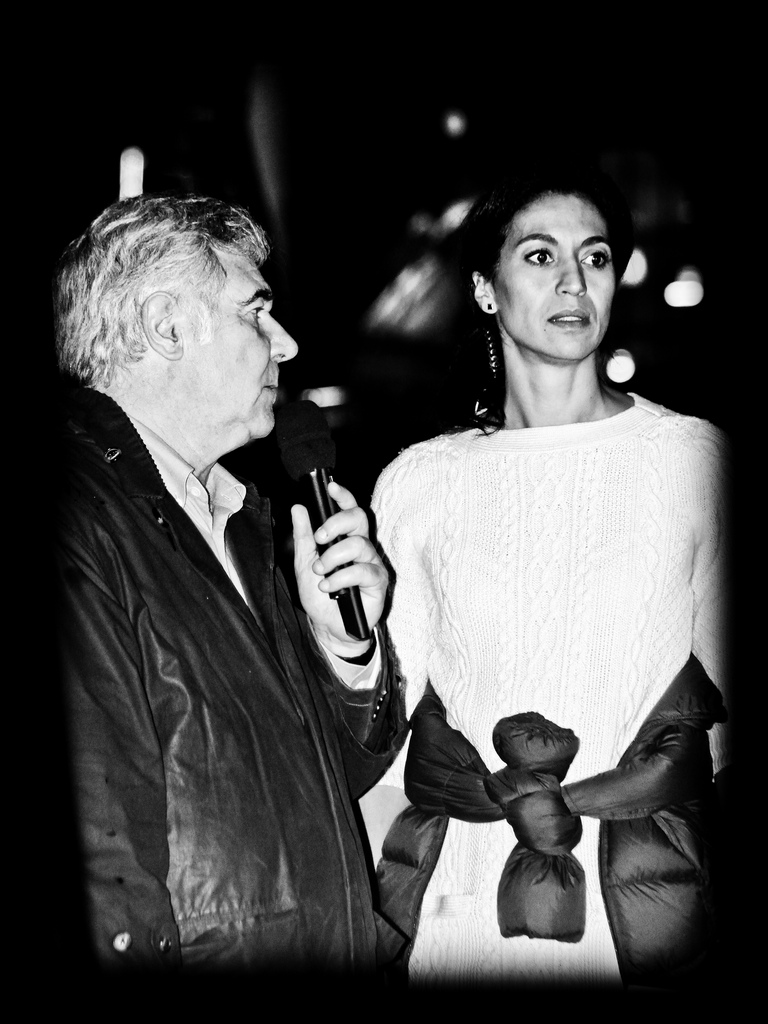
Sabine Quindou en 2011.
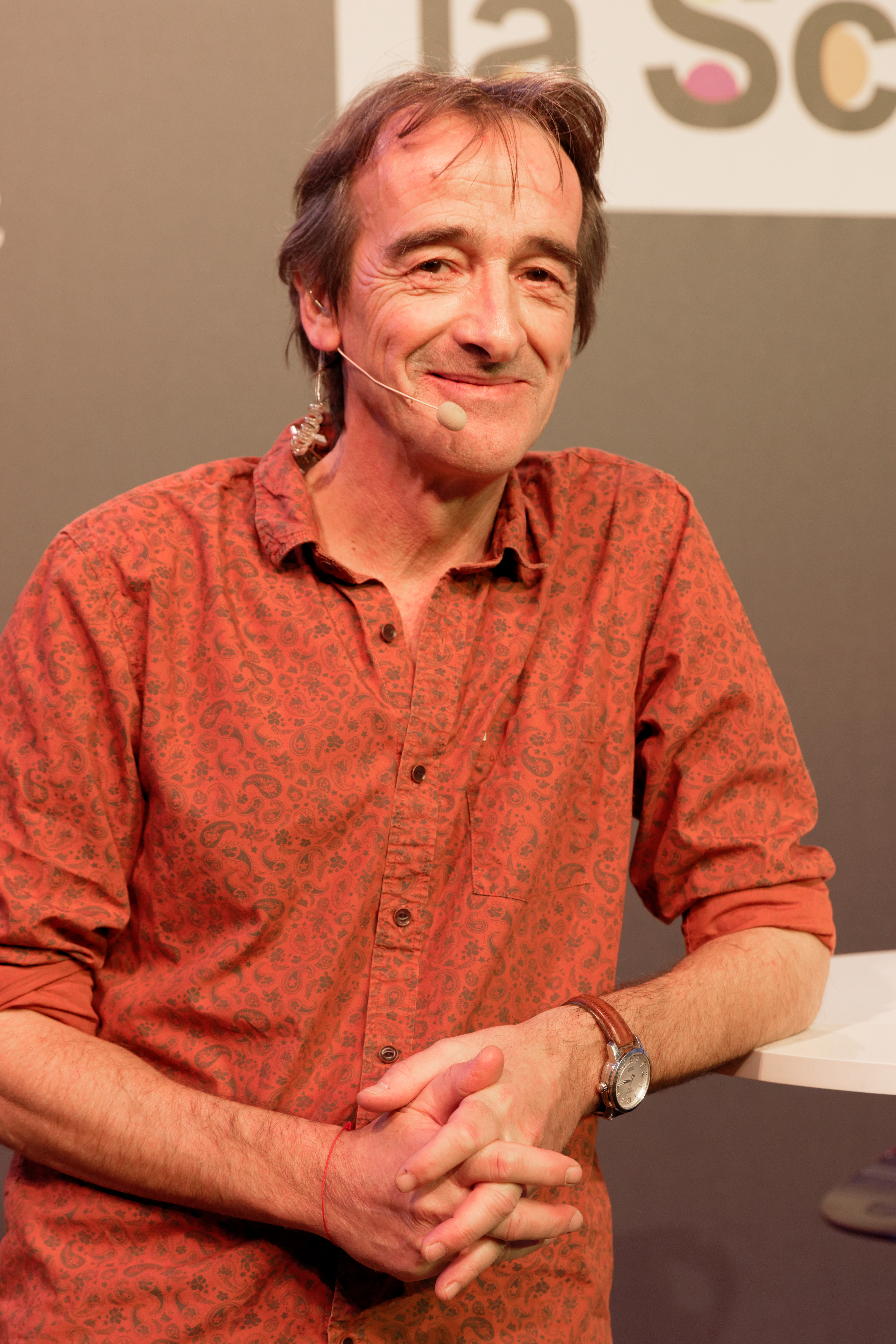
Frédéric Courant en 2016.

### Réalisation
Depuis sa création, l'émission a été réalisée ou coréalisée par plus de 36 réalisateurs différents :
- Catherine Breton
- Pascal Léonard
- Christophe Renon
- Franck Chaudemanche
- Luc Baudonnière
- Lorraine Subra-Moreau
- Vincent Basso-Bondini
- François Davin
- Isabelle Hostalery
- François Chayé
- Bernard Gonner
- Rémy Fourneau
- Olivier Chevillard
- Richard Cloué
- Dominique Lenglart
- Didier Fraisse
- Sophie Thomas-Gérard
- Christian Cascio
- Benoît Grimont
- Christophe Chayé
- Christine Berthollier
- Thierry Boscheron
- Emilio Pacull
- Mouche-Emmanuel Journel
- Étienne Toussaint
- Christian Haerrig
- Stéphane Jobert
- Patrice Bousquet
- Romain Dussaulx
- Bernard Collet
- Michel Carraud
- Pascal Rambert
- Serge Tigneres
- Yann L’Henoret
- Laurent Lichtenstein
- Rémy Dupont
- Laurent Lefebvre
- Frédéric Courant
- Sabine Quindou
- Guillaume Jupin

### Autres informations
Chaque émission dure environ 26 minutes, sauf, par exemple, pour les émissions spéciales Fête de la Science qui peuvent durer le double.
L'émission est tournée à Rennes dans les studios de France 3 Rennes jusqu'en 1997, puis à Malakoff aux Studios de l'Olivier. À partir de septembre 2008, l'émission est enregistrée à Lyon dans les locaux de France 3 Rhône Alpes.
Deux mois de préparation en moyenne, quinze jours de tournage et de montage sont nécessaires à la réalisation d'une émission ; cinq ou six sont préparées en parallèle. Une émission coûte environ 110 000 € (chiffre 2008).

#### Le camion
Le camion Kenworth W900, qui a servi au générique en 1994 sur le plateau de l'Aubrac près de Marchastel en Lozère, n'a plus été utilisé par la suite. Les émissions sont alors réalisées sur un plateau en studio.
Appartenant à une société d'évènementiel de Valence qui l'avait repeint en rouge pour Coca-Cola, le Kenworth a été racheté (sans sa remorque) par un passionné de camion vosgien — qui a découvert le passé du camion au moment de la vente — à la fermeture de l'entreprise et l'a remis aux couleurs de l'émission 15 ans plus tard, agrémenté d'un portrait de Jamy Gourmaud sur l'arrière de la cabine depuis 2024,.
Depuis 2009, un camion Kenworth a été habillé et aménagé aux couleurs de l'émission à Janzé près de Rennes par la société de véhicules événementiels Podiocom, qui est notamment présente sur la caravane du Tour de France,. Il a servi au tournage d'une émission spéciale En route pour la jungle diffusé en prime-time pour les 15 ans de C'est pas Sorcier. En 2010, ce camion part en tournée ludo-éducative à travers 80 dates dans toute la France. Il est aujourd'hui présent dans les foires et salons de France.

## Identité visuelle

### Logos

Logo de 1993 à septembre 2011.
Logo de septembre 2011 au 28 juin 2014.

### Générique
Le générique n'a pas changé depuis la première émission de la seconde saison (qui marquait l'arrivée du camion et de l'émission dans le style connu par la suite). Cette première émission s'intéressait au son en concert, et avait été enregistrée aux Francofolies de La Rochelle. La musique du générique est tirée du morceau Boogie Body de Rock the Factory, édité par Koka Media,.

## Diffusion
En France, l'émission inédite est diffusée originellement sur France 3 le dimanche vers 10 h 20 à partir du 19 septembre 1993. Toutefois, entre septembre 1996 et juillet 2000, l'émission du dimanche matin est rediffusée le mercredi après-midi vers 17 h 45.
À partir de septembre 2000, tout comme avril-juin 1996 dans Je passe à la télé et avril-juin 2000 dans Le Kadox, l'émission est rediffusée de manière quotidienne vers 17 h 45 sur France 3.
En octobre 2012, l'émission ouvre une chaîne sur YouTube, sur laquelle elle met à disposition des épisodes.
En 2014, elle est diffusée le samedi à 10 h 50. En Belgique, elle est diffusée sur La Trois le dimanche à 12 h 30.

### Rediffusions
En français, C'est pas sorcier est ou a été diffusé sur TV5 Monde, sur la TSR 1, sur la RTBF 1 et 2, via le canal CFI pour l'Afrique francophone et sur la chaîne nord-américaine du réseau RFO, Télé Saint-Pierre et Miquelon. L'émission a été rediffusée et diffusée en France sur Ma Planète, sur Planète Juniors, sur Gulli depuis janvier 2013, sur France 5 et France 4.
En version doublée ou sous-titrée, l'émission est ou a été diffusée dans de nombreux pays, en Europe (Italie, Finlande, Grèce via Ellinikí Radiofonía Tileórasi, Pologne via Da Vinci Learning et au Portugal), en Asie (Cambodge, Chine, Corée du Sud, Japon, Laos, Liban, Mongolie, Turquie, Viêt Nam) et en Afrique : au Maroc sur la chaîne 2M, en Tunisie via la Télévision tunisienne 2 et en Algérie via Canal Algérie et Berbère Télévision.

## Émissions
On recense 559 émissions au 1er février 2014.
Les émissions ont été classées en six grandes catégories :
- la Terre et l'Univers (81 émissions) : l'Espace et l'astronomie (20), la géologie (27), la géographie et les découvertes (34) ;
- la biodiversité, l'agronomie et environnement (145) : la faune (72), la botanique (14), l'alimentation et l'agronomie (26), l'écologie et le climat (33) ;
- le sport et la santé (80) : le corps humain (29), la médecine (31), le sport (20)
- les technologies, la physique et la chimie (150) : physique et chimie (13), énergie (17), les technologies et l'industrie (24), les transports (46), la Défense (12), les grands travaux et l'architecture (15), la communication (23) ;
- l'histoire, la culture et la société (89) : l'histoire et l'archéologie (44), Arts et spectacles (18), économie et société (27) ;
- les émissions spéciales (14).

## Distinctions et hommages
C'est pas sorcier a reçu le 7 d'or de la meilleure émission éducative en 1999 puis celui de la meilleure émission pour la jeunesse en 2001. L'émission a également été nommée dans la catégorie de la meilleure émission éducative en 2003.
L'émission a obtenu plusieurs autres récompenses : prix de la jeunesse au festival international du film scientifique de Palaiseau, prix Roberval du livre et de la communication en technologie (pour Les Ponts en 1996 ; Les pneus : les sorciers mettent la pression  en 2004 ; Le viaduc de Millau, les sorciers font le pont  en 2005), prix du meilleur film d'enseignement au festival Unicaja de Malaga en Espagne (pour L'Ordinateur), prix du magazine scientifique au festival du scoop d'Angers.
Les astéroïdes (23877) Gourmaud, (23882) Fredcourant et (23890) Quindou, découverts en septembre 1998 par l'ODAS, ont été nommés en l'honneur des animateurs de cette émission.
En 2011, Frédéric Courant et Jamy Gourmaud ont été élus docteurs honoris causa par l'université de Mons en Belgique. Ce grade doit distinguer une personne « pour sa contribution dans son champ d'expertise, dans tous les domaines du savoir ».
Le 9 décembre 2011, Frédéric Courant et Jamy Gourmaud ont également reçu le prix du chef d'état-major de la Marine. Depuis sa création, sept sujets de C'est pas sorcier ont été consacrés à la Marine nationale. Un bachi portant un ruban légendé « C’est pas sorcier » leur a été remis.

## Déclinaisons

### Produits dérivés

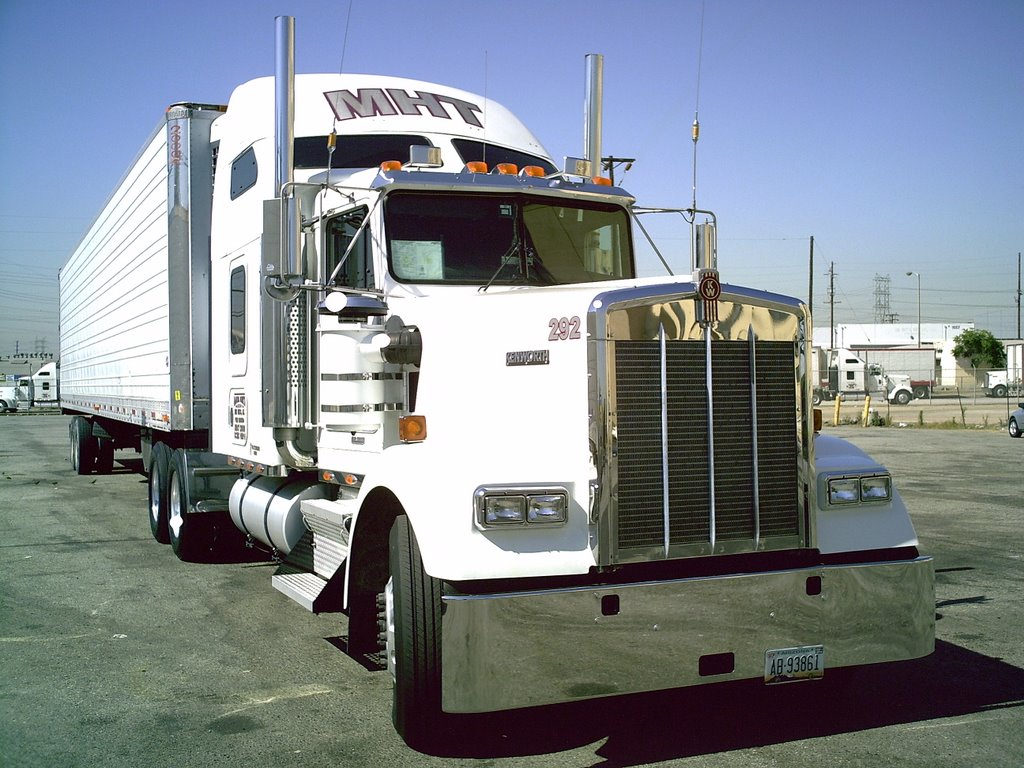
Camion Kenworth W900, presque identique à celui de Marcel (qui a des phares ronds).

Depuis 2002, plusieurs émissions réalisées sont disponibles en DVD.
Divers jeux de société ont été édités : Les mystères des cinq sens, Les secrets des transports, La découverte des phénomènes naturels, Quatre saisons, surprenante nature chez Clementoni (it). Trois jeux de société ont été édités chez Lansay ainsi qu'un DVD interactif aussi édité par Lansay.
Quatre jeux vidéo édités par Mindscape, Mystérieuse disparition en Amazonie, Menace sur le volcan Tamakou, Danger sur la barrière de corail et Les fabuleux défis de Fred & Jamy, sont parus entre 2006 et 2010.
Plusieurs livres pour enfants sont édités par Nathan.
En mai 2013, un jeu de société dérivé de l'émission est édité par Bioviva et un magazine dérivé de l'émission est édité par PublicationGrandPublic.

### Émissions dérivées
Quelle aventure ! apparaît en 2001. Fred est téléporté dans le passé, à l'aide d'une « zapette », une sorte de télécommande, pour découvrir sur le terrain la réalité de l'époque, tandis que Jamy reste à Paris au XXIe siècle et apporte des précisions historiques complémentaires à l'aide de peintures, photos, livres… Lors des premières émissions, Jamy n'est pas présent (Sur la piste des pirates et des corsaires, Sur les traces des pharaons, Au temps des chevaliers, À la découverte du Nouveau Monde, La Révolution française (même si Jamy fait une apparition), La ruée vers l'or).
À partir du 23 février 2009, sur le même principe que C'est pas sorcier, Fred et Jamy présentent Fred et Jamy à la découverte du système immunitaire ou encore Fred et Jamy à la découverte des défenses de l'organisme, des modules courts de 52 secondes sponsorisés par Actimel de Danone et diffusés sur France 2, France 3 et France 5. Dans le cadre de cette collaboration avec l'entreprise Danone et l'institut Pasteur, une émission spéciale a été réalisée sur le système immunitaire autour du produit Actimel : « Fred et Jamy vous expliquent le système immunitaire ». Pour chaque téléchargement enregistré, Danone s'engageait à reverser 0,50 € à l'institut Pasteur,.
Comprendre la route, C'est pas sorcier est une série de 64 épisodes d'une minute diffusée sur les chaînes du groupe France Télévisions quotidiennement pour comprendre les dangers de la route. C'est une opération de sensibilisation de la sécurité routière. Une première série de 32 épisodes a été diffusée du 30 août au 31 octobre 2010 et une seconde de 32 épisodes également du 3 janvier au 20 mai 2011.

### Camion de la découverteC’est pas sorcier

Logo de l'opération.

À partir du 10 septembre 2010, une animation pédagogique itinérante grand public est proposée sur le thème des cinq sens (la vue, l’ouïe, le toucher, le goût et l’odorat). À l'initiative du Fonds MAIF pour l’Éducation, cette tournée nationale conçue en collaboration avec l’équipe de C’est pas sorcier s’appuie comme l’émission sur des démonstrations simples, des maquettes et des vidéos, afin de développer la curiosité scientifique des enfants. La tournée est prévue pour trois ans pendant lesquels elle fera étape dans 80 villes.

### L'Esprit sorcier
En janvier 2014, Fred et l'association française Les Petits Débrouillards se rapprochent pour lancer un projet de création d'un ensemble de contenus multimédias (site web, web TV, école numérique), nommé L'Esprit sorcier, qui reprend la thématique de C'est pas Sorcier. Soutenue par différents acteurs tels que le conseil régional d'Île-de-France, l'équipe lance le 4 juin 2015 le projet sur le site de financement participatif KissKissBankBank afin de rassembler les fonds pour créer les premières émissions (prévues de septembre à décembre 2015). L'information ayant été reprise par différents médias, l'objectif de 50 000 € est atteint cinq jours après son lancement. Un nouvel objectif est alors fixé à 100 000 €, pour financer les dossiers et contenus de la deuxième saison (janvier à avril 2016).

### Parodies
- Cette émission a été parodiée dans Les Minikeums, sous le titre Les Doigts dans le nez[56].
- Une marionnette de Jamy a fait également quelques apparitions dans Les Guignols de l'info pour divers sujets.
- L'émission fait souvent l'objet de YouTube Poops à but humoristique, surtout depuis la mise en ligne de tous les épisodes sur YouTube.